# Paardenbaan

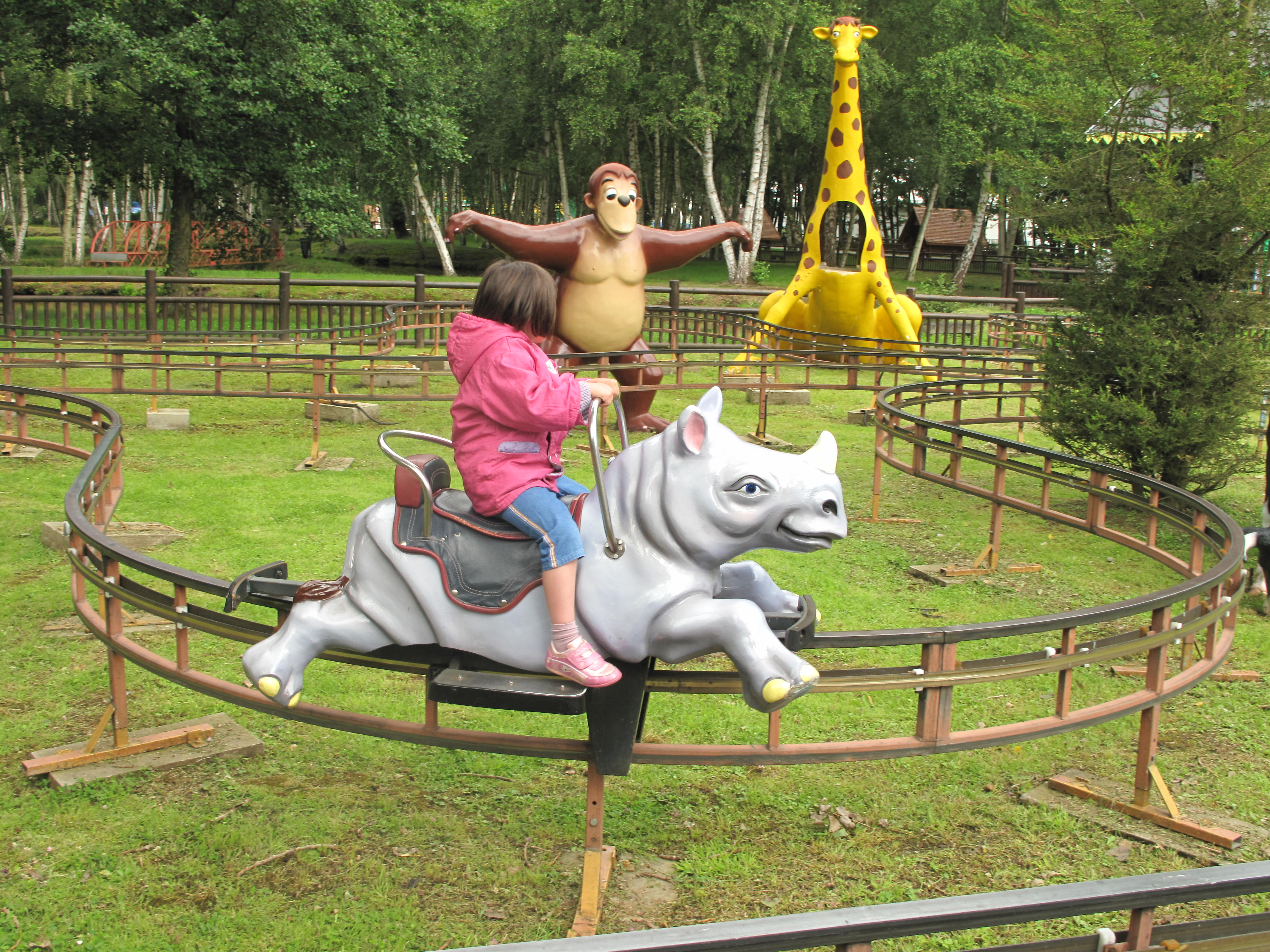
Voorbeeld van een paardenbaan in Parc Saint-Paul. Het paard is in dit geval vervangen door een neushoorn.

Paardenbaan is een attractietype waarbij de bezoeker een rondrit maakt op een nagebouwd dier, meestal een paard, die over horizontale rails rijdt. De paarden worden aangedreven via een tweede rail. In sommige gevallen maken de paarden een hinnikend geluid, een rennende beweging of is er een tempo verandering. Meestal is de attractie bedoeld voor alleen kinderen, soms is er begeleiding door een volwassenen op het paard mogelijk.
Er zijn attracties waarbij de paarden vervangen worden door andere dieren, maar het principe blijft hetzelfde. Een voorbeeld hiervan zijn De Konijntjes in Plopsaland De Panne en Plopsaland Ardennes. De lengte en de omgeving van de baan is in elk pretpark verschillend. De attractie wordt geproduceerd door Soquet en Metallbau Emmeln.

## Voorbeelden
Voorbeelden van Paardenbaan in België en Nederland
- De Konijntjes - Plopsaland Ardennes
- De Konijntjes - Plopsaland De Panne
- Poneys – Walibi Belgium
- Pony Ride – Bobbejaanland
- Paarden van Ithaka – Attractiepark Toverland
- Jolly Jumper – Familiepark Drievliet
- Indian Pony Ride - Attractiepark Slagharen
- Paardenbaan - Boudewijn Seapark
- Paardenbaan - Julianatoren
- Indoor Ezelbaan (paarden zijn vervangen door ezels) - Drouwenerzand